# Ґарньє (видавництво)
Видавництво Ґарнь́є (фр. Editions Garnier Frères) — французьке видавництво (1833-1983) та відома книгарня Парижа. Зараз бренд "Ґарньє" мають деякі книжкові серії видавництва Фламмаріон та видавництва Оноре Шампйон.

## Історія
1833 року брати Оґюст і Іполит Ґарньє заснували своє видавництво.
1838 року вони заснували свою книгарню в Парижі.
1893 року розпочали видання знаменитої жовтої серії «Garnier Classiques» з критичним апаратом і низькою вартістю.
1964 року разом з видавництвом Фламмаріон засновують серію «Garnier-Flammarion», яка згодом стає відомою через акронім GF
1983 року видавництво закривається, активи переходять до видавництва Пресс де ла Сіте.
1995 року «Фламмаріон» започатковує серію «GF-Amazing Classique» для молодих
1998 року бренд «Garnier Classiques» був придбаний компанією «Classiques Garnier Multimedia», дочірною фірмою компанії «Інфомедіа».
2000 року, з ліквідацією «Інфомедіа», здається, назавжди зникає й назва Ґарньє.
2008 року виданавництво «les Éditions Champion Électronique», очолюване Клодом Блюмом, купує бренд «Garnier Classiques» і повертає до життя саме видавництво, зокрема шляхом створення серій електронних видань.

## Засновники
- Оґюст Ґарньє (1812-1887)
- Іполит Ґарньє (1815 або 1816-1859)